# 주시닝
주시닝(朱西甯, 1927년 6월 16일 ~ 1998년 3월 27일)은 타이완에 기반을 둔 중국의 저자이다.

## 생애
1927년 중국 산둥(山東)에서 태어나 1949년 국민당 군대와 함께 타이완으로 철수해 온 군인작가이며 1998년 향년 72세로 타계했다. 그는 1946년 항저우예술전문학교에 재학하던 중 학업을 포기하고 종군했으며 상병에서 대령까지 거쳤고, 1972년 전역한 후 창작에만 전념했다. 대륙에서 타이완으로 철수한 국민당 정부는 반공문학을 고취하기 위해 군중문예를 장려했는데 주시닝은 그 주역으로 군중신문예금상장(軍中新文藝金像獎)을 창설하고 관련 업무를 맡기도 했다. 그는 창작뿐 아니라 편집인으로서 반공에 치중했던 군중문예를 순문학의 영역으로 이끄는 데 이바지한 것으로 평가받고 있다. 
주시닝의 창작은 소설 위주지만 다수의 산문과 평론도 남겼다. 1947년에 단편소설 ＜양화(洋化)＞로 데뷔한 이래 모두 28편의 장·단편 소설집을 발간했다. 그의 소설은 양과 질에서 고른 평가를 받고 있으며 소설의 제재와 기교에서도 부단히 변화를 추구해 왔다. 초기 작품의 경향은 사실적이며 주로 군대 체험, 고향의 산천과 사람들을 묘사하는 가운데 반공 주제를 드러내었다. 인간사와 인간성에 대한 깊이 있는 고찰을 보여 준다. 1960년대 중반기부터 현대 사회로 눈을 돌려 비교적 실험적이고 전위적인 작품을 창작하면서 당대 타이완 문학의 모더니즘 풍조와도 상응하게 된다. 1980년대부터 장편소설 ≪화태평가전(華太平家傳)≫을 집필하기 시작하여 타계하기까지 55만자를 완성했다. 이 작품은 가족사를 국가의 역사에 융합시키는 가운데 기독교의 중국화 과정과 중국 현대성에 대한 사유를 담고 있다. 주시닝 일생의 주요 사상을 표현한 것으로 평가받는 작품이다.